# Microsoft Xbox 360
Xbox 360 je igralna konzola sedme generacije, ki jo izdeluje podjetje Microsoft. Leta 2005 je nadomestila predhodnika Xbox in je druga Microsoftova konzola. Glavna konkurenta Xbox360 sta Sonyjev PlayStation 3 in Nintendo Wii.

## Osnovni podatki
Enota Xbox 360 deluje na treh ločenih procesorskih sredicah, od katerih ima vsaka hitrost 3.2GHz. Xbox 360 je opremljena z Atijevim grafičnim procesorjem, ki deluje pri 500 MHz. Ostale specifikacije: High-Definition (HD) video izhod, Digital 5.1 Surround Sound, 32-bitno procesiranje.
| Lastnost                                  | Xbox 360 Elite                         | Xbox 360 Premium                       | Xbox 360 Core |
| ----------------------------------------- | -------------------------------------- | -------------------------------------- | ------------- |
| Barva                                     | Matirana črna + kromirana vratca enote | matirano bela + kromirana vratca enote | matirano bela |
| Trdi disk                                 | 120 GB                                 | 20 GB                                  | nima          |
| Kontroler                                 | Wireless, 2.4 GHz                      | Wireless, 2.4 GHz                      | Žičen         |
| Ethernet kabel                            | Da                                     | Da                                     | Ne            |
| Xbox 360 slušalke                         | Da                                     | Da                                     | Ne            |
| Xbox Media Remote (daljinski upravljavec) | Ne                                     | Da                                     | Ne            |
| HDMI (v1.2) izhod                         | Da                                     | Da                                     | Ne            |
| Komponentni kabel                         | Da                                     | Da                                     | Ne            |
| Kompozitni kabel                          | Da                                     | Da                                     | Da            |
| TOSLINK zunanji izhod                     | Da                                     | Da                                     | Ne            |
| Stereo RCA kabli                          | Da                                     | Da                                     | Da            |
| ločeni TOSLINK in RCA izhodni kabel       | Da                                     | Ne                                     | Ne            |
| Xbox Live Silver                          | Da                                     | Da                                     | Da            |
| Mesec Xbox LIVE Gold                      | Da                                     | Da                                     | Ne            |